# 短花枝子花
短花枝子花（学名：Dracocephalum breviflorum），为唇形科青兰属下的一个植物种。